# فک خرچنگ‌خوار

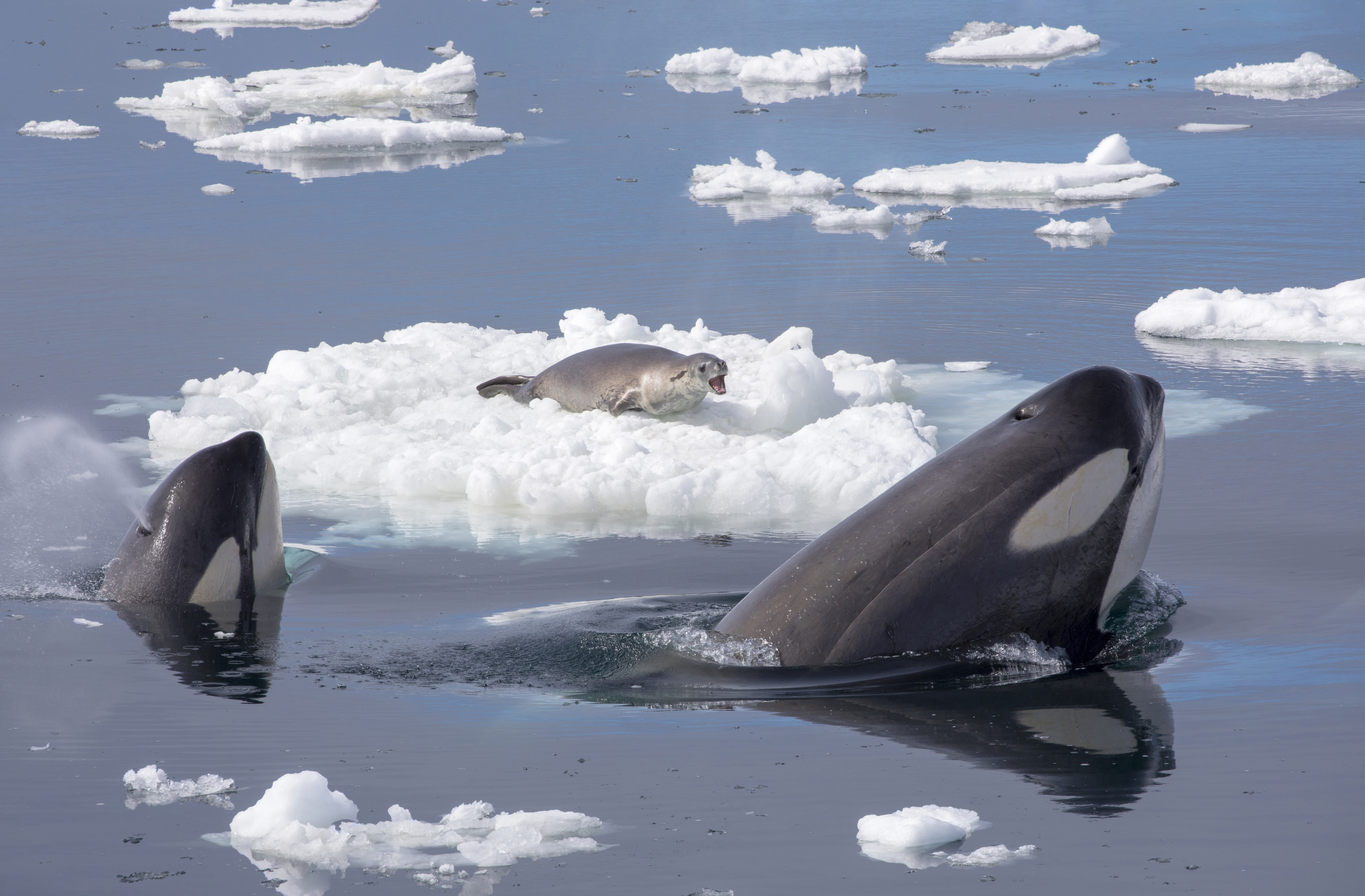
نهنگ‌های قاتل در حال شکار فک خرچنگ‌خوار

فک خرچنگ‌خوار (نام علمی: Lobodon carcinophaga) نام یک گونه از تیره فک بی‌گوش است.